# Religioni ad Haiti
Il cristianesimo è la religione più diffusa ad Haiti. Secondo una stima del 2010 del Pew Research Center, i cristiani sono l'86,9% della popolazione (con una maggioranza di cattolici) e coloro che seguono altre religioni il 2,5% della popolazione (di cui il 2,2% segue le religioni afro-americane), mentre il 10,6% della popolazione non segue alcuna religione. Secondo una stima della CIA del 2018, i cristiani sono l'84% della popolazione e coloro che seguono altre religioni il 6,7% della popolazione (di cui il 2,1% segue il vudù), mentre il 9,3% della popolazione non segue alcuna religione. Una stima dell'Association of Religion Data Archives (ARDA) riferita al 2020 dà i cristiani al 94,3% circa della popolazione e coloro che seguono altre religioni al 2,8% circa della popolazione, mentre il 2,9% circa della popolazione non segue alcuna religione.

## Religioni presenti

### Cristianesimo
Secondo la stima del 2010 del Pew Research Center, i cattolici rappresentano il 56,8% della popolazione, i protestanti il 29,6% della popolazione e i cristiani di altre denominazioni lo 0,5% della popolazione. Secondo la stima della CIA del 2018, i cattolici sono il 55% della popolazione e i protestanti e gli altri cristiani il 29% della popolazione.  Secondo le stime dell'ARDA del 2020, i cattolici sono il 66,7% della popolazione, mentre i protestanti e gli altri cristiani sono il 27,6% della popolazione.
La Chiesa cattolica è presente ad Haiti con due sedi metropolitane e otto diocesi suffraganee.
I protestanti presenti ad haiti appartengono principalmente ai battisti, ai pentecostali e alle Assemblee di Dio; in misura minore sono presenti avventisti del settimo giorno, metodisti, anglicani e seguaci della Chiesa del Nazareno. 
Fra i cristiani di altre denominazioni vi sono i Testimoni di Geova e la Chiesa di Gesù Cristo dei Santi degli Ultimi Giorni (i Mormoni).

### Religioni afroamericane e culti sincretici
Una parte della popolazione indigena segue il vudù, un culto 'incretico derivato dalla mescolanza del cristianesimo con le religioni afro-americane. 

### Altre religioni
Sono presenti anche piccoli gruppi di seguaci del bahaismo, dell'islam, dell’ebraismo, dello spiritismo e dei nuovi movimenti religiosi.